# Susannah Grant
Susannah Rawson Grant, född 4 januari 1963 i New York, är en amerikansk manusförfattare och filmregissör. Under Oscarsgalan 2001 blev hon nominerad för Erin Brockovich i kategorin Bästa manus.

## Filmografi (i urval)
- 1994–1996 – Ensamma hemma (TV-serie) (manus, 12 avsnitt)
- 1995 – Pocahontas (manus)
- 1998 – För evigt (manus)
- 2000 – Erin Brockovich (manus)
- 2000 – 28 dagar (manus)
- 2005 – I hennes skor (manus)
- 2006 – Catch and Release (regi)
- 2006 – Min vän Charlotte
- 2009 – Solisten (manus)
- 2016 – The 5th Wave (manus)